# ロビーナ (歌手)
ロビーナ（1972年 - ）は日本の歌手。東京都出身。
2014年より外房サルサというダンスイベントに参加以来、外房アミーゴスのメインボーカルとして活動中である。ルエダを踊りながら歌うというスタイルの持ち主である。
2015年8月に日本健康ペアダンス協会を設立し、初代理事長となる。